# Dioctria vainsteini
Dioctria vainsteini là một loài ruồi trong họ Asilidae. Dioctria vainsteini được Lehr miêu tả năm 1999.